# حسام علي
حسام علي مواليد 20 فبراير 1982 في السعودية، هو مخرج مصري بدأ نشاطه سنة 2015. مخرج مصري، بدأت مسيرته الإخراجية بمسلسل استيفا عام 2015، وقام بإخراج العديد من المسلسلات الناجحة مثل: 30 يوم والرحلة و لأخر نفس والقاهرة كابول والنص.

## المسيرة الفنية
بدأت مسيرته الفنية عام 2007 حيث عمل كمساعد في عدة أعمال مع مخرجين متميزين مثل محمد ياسين - تامر محسن - مروان حامد.

## قائمة أعماله
- النص - 2025
- نظرة حب - 2024
- ورق التوت - 2023
- عيال نوف - 2022
- القاهرة: كابول - 2021
- زي القمر - 2021 (مخرج/ حتة مني)
- شديد الخطورة - 2020
- لآخر نفس - 2019
- الرحلة - 2018
- 30 يوم - 2017
- بنات خارقات (بنات سوبرمان) - 2016
- إستيفا - 2015

## وصلات خارجية
- صفحة المخرج حسام علي - على موقع السينما.كوم